# الوالون
الوالون (بالفرنسيَّة: Wallons) هم مجموعة عرقية رومانسية يعود أصولهم إلى بلجيكا، وبشكل أساسي في منطقتها الجنوبية من والونيا، والتي تتحدث اللغة الفرنسية والوالون. الوالون هي جماعة عرقية مميزة داخل بلجيكا. تربط المعايير التاريخيَّة والأنثروبولوجيَّة الهامة (النسب، والدين، واللغة، والتقاليد، والفلكلور) الوالون بالشعب الفرنسي.
وبصورة أعم، يمتد المصطلح ليشمل سكان منطقة والونيا بشكل عام، بغض النظر عن العرق أو النسب. إلى جانب اللغة الفرنسية والوالون، تتحدث أقلية من الوالون أيضاً العديد من اللغات واللهجات الرومانسية الإقليمية مثل بيكارد وللورين. يوصف الوالون على أنهم من نسل الغايل الرومان بمزيج الفرنجة الجرمان، وفي هذا الصدد مماثل للفرنسيين. ويعتنق أغلب الوالون المسيحية على مذهب الرومانيَّة الكاثوليكية.

## أصل الكلمة
مصطلح الوالون مشتق[ ؟ ] من كلمة والها (walha) وهو مصطلح من الألمانيين الأوائل Proto-Germanic يستخدم للإشارة إلى متحدثون السلتيك واللاتينية.
نشأت الوالون في اللغات الرومانسية بجانب غيرها من المصطلحات ذات الصلة لكنها حلت محلها. وُجد أقدم اثر مكتوب لها في مذكرات جون دي هاينز مولى Haynin وLouvignies في 1465, حيث يشير إلى سكان الرومان من برغندي هولندا. حصر معناها مرة أخرى خلال فترات الفرنسية والهولندية، وعند الاستقلال البلجيكي فإن المصطلح يحدد فقط البلجيكيين الناطقين باللغة الرومانسية (الفرنسية والوالون والبيكار، الخ). يضيف الانقسام اللغوي في سياسة بلجيكا مضمون سياسي إلى «مفهوم العاطفة الثقافية واللغوية». ومن الممكن إيجاد كلمتي الوالون والوالونيوون في كتاب تشارلز الأبيض ثورة بلجيك (1835). ويشير المصطلح الإسباني لكلمتي الوالون (Walon) والوالونا (Walona) من القرن 17 إلى الحرس الملكي المعينين في فلاندرز الإسبانية. والذي كان يشارك في العديد من المعارك[ ؟ ] ذات الأهمية في الإمبراطورية الإسبانية وتستخدم كلمة الوالونيوون (Walloons) الفرنسية باللغة الإنجليزية أيضا في دائرة المعارف البريطانية.
كتب ألبرت هنري أنه بالرغم من أن كلمة والون في عام 1988 أثار واقع دستوري فإنه يشير أصلا إلى السكان الرومانيون من برغندي هولندا. وكانت تستخدم أيضا للدلالة على الأراضي بمصطلح محافظات الوالونيين أو بلد الوالون من القرن ال 16 إلى الثورة البلجيكية وبعد الوالونيا. أيضا مصطلح بلد الوالون كان يستخدم في معاني هولندية مثل (land Walsch). وجد هذا المصطلح أيضا باللغة الألمانية. فوجدت كلمة ولاند (Wulland) في كتاب هانز هيست عام (1571), حيث ترجمت كلمة ولاند (Wulland) إلى والونيا (wallonia) في اللغة الإنجليزية عام (1814).. بينما في الألمانية بشكل عام بلد الوالونيين: مدينة فالون valons ولياج البلجيكية Belgolalia وبلد الوالون والاوغسبورغ «القاموس الملكي الكبير». في الإنجليزية بلد الوالون (انظر المزيد من جيمس شو).. في اللغة الفرنسية هو بلد الوالون (le pays wallon). تشمل بلد الوالون يوما بعد يوم الجزء الأكبر من بلجيكا. فهي تشمل محافظة فلاندرن الشرقية ومحافظة فلاندرن الغربية وكلاهما تسمى والون فلاندر. وأيضا تشمل محافظة نامور وهينو[ ؟ ] وليمبورغ، وأراضي دي لييج وحتى لوكسمبورغ لفيليكس روسو. يعد بلد الوالون بعد مسمى بلد الرومان[ ؟ ] هو الاسم القديم لبلاد الوالونيين. وكنية الروماندية كانت تستخدم عادة لوصف الولونيين حتى أواخر القرن[ ؟ ] ال19

## الجوانب المؤسسية
المقالة الرئيسية: والونيا و State reform in Belgium

## الجوانب المفاهيمية والعاطفية
الوالونيا
تحول مدى الوالونيا - المنطقة المحددة باستخدام اللغة – على مر العصور. كانت المنطقة المنخفضة من فلاندرن والمنطقة الجبلية من أردن تحت سيطرة العديد من دول المدن والقوى الخارجية، مثل تغيير القوانين جلب الكثير من الاختلافات إلى الحدود والثقافة واللغة. اندثرت لغة الوالون التي انتشرت في الاستخدام حتى الحرب العالمية الثانية من خلال الاستعمال الشائع نظرا لتزايد التدويل. وعلى الرغم من أن الأنظمة[ ؟ ] التعليمية الرسمية لا تتضمنها كلغة فإن الحكومة الفرنسية تواصل لدعم استخدام اللغة الفرنسية ضمن الكومنولث (الفرانكفونية).
يتعقد ذلك من خلال الهيكل الاتحادي البلجيكي الذي يقسم بلجيكا إلى ثلاثة جاليات مع كفاءتهم في الاعتماد على أنفسهم أثناء المراسلات الرسمية، وأيضا إلى ثلاث مناطق تمتاز بالحكم الذاتي. وتلك الجاليات هي: الجالية الفرنسية (رغم أنهم ليسوا من الوالوون لكن من المثير للجدل أن أحيانا يطلق عليهم الوالونيا- بروكسل). والجالية الفلمنكية (اللذين يستخدمون اللغة الهولندية). والجالية الناطقون باللغة الألمانية. لا يتوافق التقسيم إلى مناطق سياسية مع الجاليات: الإقليم الفلامندي وإقليم الوالون (بما في ذلك الجالية الألمانية[ ؟ ] ولكن بشكل عام تدعى الوالونيا), وثنائية اللغة (الفرنسية- والهولندية[ ؟ ]) إقليم العاصمة بروكسل.
بروكسل ليست من الوالون ولكن معظم سكانها من الناطقين باللغة الفرنسية:
الكثير من المراقبين الغير ناطقين باللغة الفرنسية يعممون مصطلح الوالونيون أنه مصطلح يلائم جميع البلجيكيين الناطقين باللغة الفرنسية (حتى أولئك الذين ولدوا ويعيشون في إقليم العاصمة بروكسل). يعني اختلاط السكان على مدى قرون[ ؟ ] أن معظم الأسر ممكن أن تتبع أسلاف على جانبي الانقسام اللغوي. ولكن الحقيقة هي أن بروكسل الناطقة باللغة الفرنسية حوالي 85% والتي تقع في فلاندرن الناطقة باللغة الهولندية أدت إلى احتكاك بين المناطق والجاليات. اللهجة المحلية في بروكسل –بروكسل فلامس- هي لهجة باربانتس التي تعكس التراث الهولندي للمدينة.
تقيد الوالونيون تاريخيا مع رائد الثورة الصناعية في أوروبا القارية في أوائل القرن ال19. وكانت بروكسل بمثابة البلدة الرئيسية أو عاصمة المنطقة في التاريخ الحديث. أصبحت فرنسا اللغة الرسمية الوحيدة بسبب قوانين الأسبانية وقوانين فرنسا الثانوية. بعد فترة من اللغة الهولندية - التي كانت لغة رسمية في حين كانت المنطقة جزء من المملكة المتحدة وهولندا - اعاد الشعب اللغة الفرنسية بعد تحقيق الاستقلال في عام 1830. وقد تطورت منطقة الوالون – المنطقة المنتجة للفحم والصلب - بشكل سريع في القوة الاقتصادية للبلد. أصبحت الوالون - وهم نخبة من الناطقين باللغة الفرنسية اللذين يطلق عليهم الوالونيون- مهيمنة سياسيا. فجاء العديد من الفلمنكيين المهاجرين للعمل في والونيا. ولكن أدى الانخفاض التدريجي من الفولاذ والكثير من الفحم الخاص بين عام 1930 و 1970 - إلى جانب قلة الاستثمار في صناعات الخدمات والصناعات الخفيفة (التي جاءت لتسود في فلاندرز)- ترجيح كفة الميزان للاتجاه الآخر. فأصبحت فلاندرن تدريجيا مهيمنة سياسيا واقتصاديا. لذلك انتقلت العائلات الوالونية إلى فلاندرن للبحث عن فرص عمل.ولم تكن هذه الثورة بدون تداعيات سياسية.
هوية الوالون:
يعتبرنهر الميز ووديان سامبر وشارلروا ودينانت ونامور (عاصمة الإقليم) وهوي وفيرفيرس ولييج
قلب ثقافة الوالون.
إحصائيات اللغة الإقليمية:
تعد لغة الوالون عنصر من عناصر هوية الوالون. ولكن إجمالي عدد السكان الناطقين بالفرنسية في والونيا لا يمكن اعتبارهم ثقافيا من الوالون; لان جزءا كبير من الغرب (حول تورناي ومونس) وأجزاء صغيرة من أقصى الجنوب (حول آرلون) تمتلك لغات أخرى كاللغات الأم (أي بيكار[ ؟ ] وشامبينوس واللوكسمبرجية، و لورين[ ؟ ]). وجميعهم لديهم الاستطاعة على التحدث باللغة الفرنسية بشكل جيد.
وأشار مركز الدراسات للراي العام في لييج (liégeois d'étude de l'opinion) في عام 1989 أن 71.8٪ من شباب والونيا يفهمون ويتحدثون فقط القليل جدا من لغة الوالون أو حتى لا يتقنونها، و 17.4٪ يتحدثون بها جيدا، و10.4 ٪ يتحدثونها. <0} وبناء على دراسات وشخصيات أخرى، كتب لوران هيندشل Laurent Hendschel في عام 1999 أن ما بين 30 و 40٪ من الناس كانوا ثنائيون اللغة في والونيا (الوالون، البيكار)، من بينهم10٪ من الشباب (18-30 سنة). وفقا لما قاله هيندشل (Hendschel) هناك 36-58٪ من الشباب لديهم معرفة سلبية عن اللغات الإقليمية. ومن ناحية أخرى في مدينة جيفيه Givet commune , عدة قرى في آردن في فرنسا التي تنشر مجلة Causons wallon (دعونا نتكلم الوالون) وقريتين في لوكسمبورج ناطقين بالوالون تاريخيا.
الوالونيوون في العصور الوسطى:
تداول المدن الكبيرة التي على طول النهر منذ القرن 11 مع ألمانيا، حيث تم تأسيس احياء الوالونيين في مدن معينة.. كان الوالونيوون الجالية الأجنبية الأكثر أهمية، وكما لوحظ من قبل ثلاثة طرق سميت ب طريق الوالون Walloonstreet في المدينة.. بحث الوالونيوون عن المواد التي يفتقرونها مثل النحاس- والذي وجد في ألمانيا- خصوصا في جوسلار.Goslar
وفي القرن ال 13شمل الاستعمار الألماني في القرون الوسطى من ترانسلفانيا وسط وشمال غرب رومانيا وأيضا العديد من الوالونيين. أسماء الأماكن مثل Wallendorf (قرية الوالون) وأسماء العائلة مثل Valendorfean (فلاحين الوالون) ويمكن العثور عليهم بين العديد من المواطنين في ترانسيلفانيا..
الوالونيوون في عصر النهضة:
قدم جان بودان Jean Bodin" في عام 1572 مسرحية مضحكة على الكلمات التي كانت معروفة جيدا في والونيا وحتى الوقت الحاضر:
Ouallonnes enim a Belgis appelamur [nous, les "Gaulois"], quod" Gallis veteribus contigit, quuum orbem terrarum peragrarent, ac mutuo interrogantes qaererent où allons-nous, id est quonam profiscimur? ex eo credibile est Ouallones appellatos quod Latini sua lingua nunquam "efferunt, sed g lettera utuntur
الترجمة: نحن ندعى الوالونيين واطلقه علينا البلجيكيين، لأنه عندما شعب عريق من غليا يسافرون على طول وعرض الأرض، ويسالون بعضهم البعض: 'Où allons-nous?' إلى اين نحن ذاهبون؟ : ويعد نطق هذه الكلمات الفرنسية هو نفس الكلمة[ ؟ ] الفرنسية Wallons (بالإضافة إلى «نحن») إلى أي هدف نحن نسعى إليه؟. ومن المحتمل أنها أخذت منه اسم Ouallons (الوالونيوون)، الذي يعني ان متحدثوا اللاتينية ليسوا قادرين على النطق دون تغيير الكلمة عن طريق استخدام الحرف G. ومن أفضل ترجمة أقواله الفكاهية التي تستخدم يوميا في والونيا هي «هذه اوقات غريبة نحن نعيش فيها»
الوالونيوون في السويد:
بدءا من عام 1620 , استقر العديد من عمال المناجم الوالونيين وعمال الحديد في السويد مع أسرهم للعمل في مجال التعدين والحديد والتكرير. حيث أدمجت أساليب الوالون في إنتاج الحديد إلى النشاطات السويدية لاستكمال تقنيات الألمانية الحالية. استقر العديد من العمال الوالونيين حول منجم في Dannemora لإنتاج الحديد الذي يمثل 15 في المائة من إنتاج الحديد في السويد في ذلك الوقت.
وكان قائدهم لويس دي الجير، الذي كلف لهم العمل في مناجم الحديد في Upplandand Östergötland. واستمرت الهجرة[ ؟ ] إلى حد كبير في القرن ال18. أصبح الوالونيون متكاملون تدريجيا في المجتمع السويدي، ولكن لم يكونوا متكاملين حتى نهاية ربع القرن 20 عندما التشريع السويدي يسمح للكاثوليك ليصبحوا من موظفي الخدمة المدنية. يعود نسب الوالون إلى كنية الوالون. حيث ينتمي بعض الأشخاص من نسب الوالون إلى Sällskapet Vallonättlingar (جمعية أحفاد الوالون)
الوالونيوون وحركة التنوير الفلسفية:
اشار تاريخ هولندا عام 1786 (ان محافظة Hainaut ونامور مع ارتواز تشكل بلد الوالون). ويمتد اسم الوالون ولغته أيضا إلى المناطق المتاخمة للمحافظات المجاورة. جزء كبير من برابانت-حدود محافظة يمبورغ ونامور- سميت ب برابانت الوالون. وقد يكون سبب تقارب اللغة في بعض الأحيان وجود علاقة قريبة بينهم.
الثورة البلجيكية:
وصفت الثورة البلجيكية مؤخرا بانها أول صراع يحصل بين بلدية بروكسل الذي انتشر ثانية في بقية أنحاء البلاد «وخصوصا في محافظات الوالون».
في الدولة البلجيكية:
وبعد بضع سنوات من الثورة البلجيكية عام 1830 اكد المؤرخ لويس دويز Louis Dewez أن " بلجيكا تنقسم إلى مجتمعين (الوالونيين والفلمنكيون). حيث يتحدثون الفرنسية سابقا، ويتحدثون الفلمنكية لاحقا. وتعتبر الحدود واضحة، فالمحافظات التي تعود على خط الوالون هي محافظة لييج ووالون برابانت ومحافظة نامور ومحافظة ليمبورغ، والمحافظات الأخرى في جميع أنحاء الخط تعود إلى الفلمنكية. وهذا ليس من تقسيم arbitrarian أو مجموعة من التصورات من أجل دعم رأي أو إنشاء نظام بل هو يعتبر حقيقة. سافر جولز مايكيلت jules Michelet إلى والونيا في عام 1840 , ويمكننا أن نقرأ في كتابه" تاريخ فرنسا" اهتمامه للوالونيا والوالونيين في ص 35120139172، 287، 297300، 347401، 439، 455، 468 (اما صفحة 476فهي عن ثقافة والونيا) ]نشرت طبعة الكتاب على الانترنت عام 1851[
العلاقة مع الجالية الناطقة بالألمانية:
يضم إقليم الوالون أيضا الجالية الناطقة بالألمانية في بلجيكا حول أوبين - في الجزء الشرقي من المنطقة - إلى جانب ألمانيا التي تخلت عن المنطقة لبلجيكا بعد الحرب العالمية الأولى. ولكن يرفض العديد من سكان هذا المجتمع الصغير اعتبارهم من الوالون. ويريدون - أيضا مع زعيم الجالية التنفيذي كارل هاينز لامبرتز Karl-Heinz Lambertz - أن يبقوا وحدة اتحادية، والحصول على جميع سلطات الاقاليم البلجيكية والجاليات حتى لو كانوا لا يريدون لهم ذلك.
جاليات الوالون:
محافظة برجن، نيو جيرسي
البرازيل
آردن
المكسيك
محافظة بيري، إنديانا
كيبيك وأجزاء أخرى من كندا
السويد
المملكة المتحدة
ولاية ويسكونسن
ثقافة الوالون:
كانت ثقافة الوالون في عام 1983 حدثا هاما في تاريخ الوالونيا والتي نقلت في كتب ذات أهمية عن تاريخ المنطقة.

## من مشاهير الوالونيون
Zénon Bacq : مخترع
Raoul Cauvin: مؤلف كوميدي
Gilles Binchois: ملحن فرنسي فلمنكي
Jules Bordet : حائز على جائزة نوبل في الفسيولوجيا عام (1919)
Godfroid de Bouillon : زعيم الحملة الصليبية الأولى وأول ملك أوروبي.
Robert Campin: رسام
Johannes Ciconia: ملحن
Dardenne brothers
Jacques Daret: رسام فلمنكي
Nicolas Defrêcheux : شاعر في لغة الوالون
Paul Delvaux رسام سريالي
Louis Dewis: رسام
Guillaume Dufay, ملحن فرنسي فلمنكي
Edouard Empain: المهندس الذي شيد شركة مترو باريس
César Franck ملحن بلجيكي
Justine Henin: بطل التنس

## روابط خارجية
- Settlers Monument. Battery Park